# Silene stenophylla
Silene stenophylla és una espècie de planta del gènere dels colitxos dins la família del clavell (Caryophyllaceae).
L'any 2012, unes mostres congelades d'una edat estimada de 31.000 anys es va aconseguir regenerar-les.

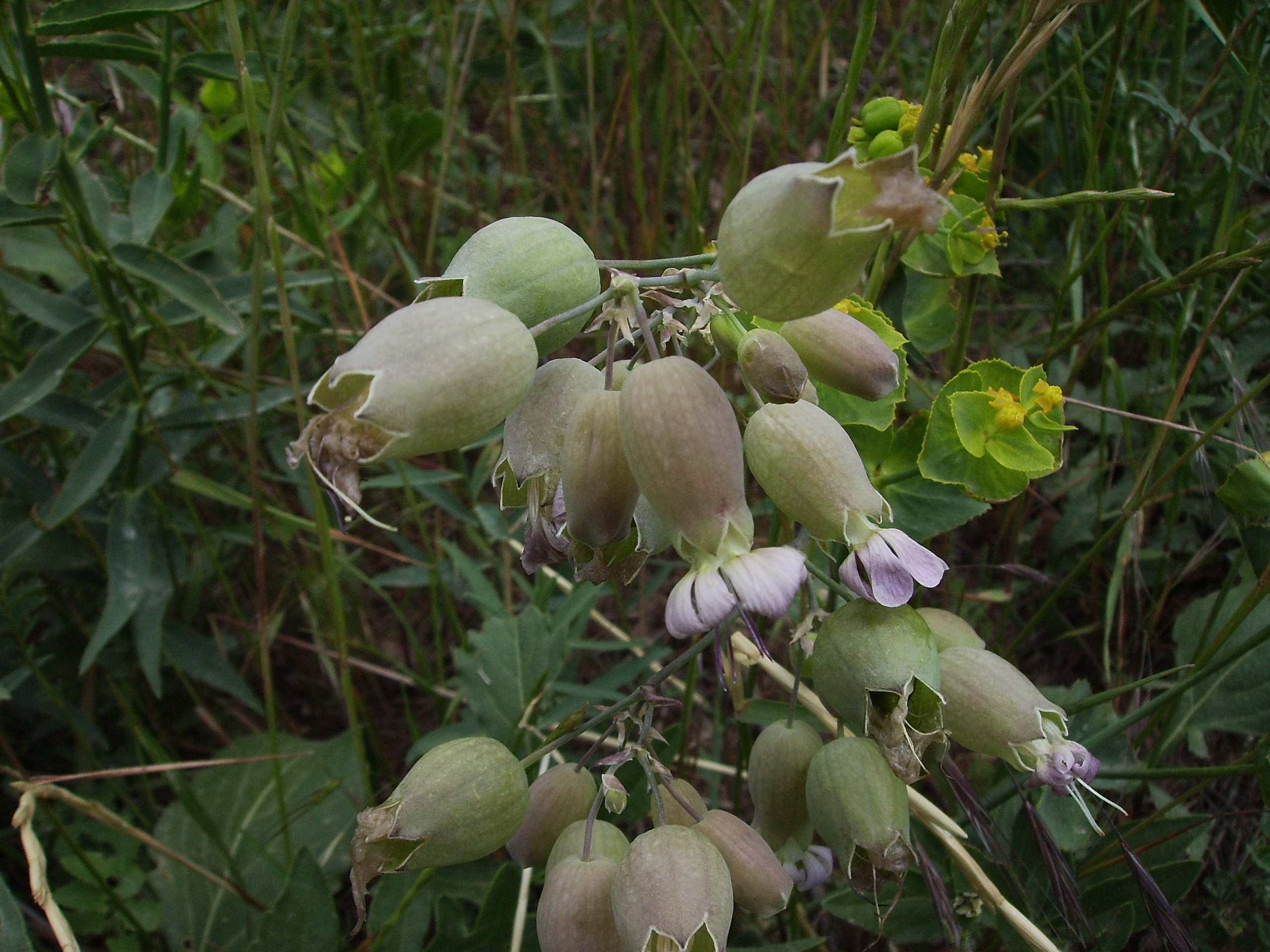
Els populars colitxos (Silene vulgaris) són plantes similars a Silene stenophylla

## Hàbitat i descripció
S. stenophylla creix silvestre a la tundra de l'extrem oriental de Sibèria i les muntanyes del nord del Japó (Hokkaido) Típicament fa de 5 a 25 cm d'alt, amb les fulles estretes i el calze gros. Floreix a l'estiu i els pètals són de color lila, rosats o blancs. És una planta perenne que creix en terrenys rocosos i platges sorrenques.

## Descobriment de les restes congelades
L'any 2007, es varen descobrir llavors congelades de Silene stenophylla a la regió de Kolimà a Sibèria, dins la zona de distribució actual d'aquesta espècie. La datació feta amb la tècnica del radiocarboni va determinar que tenien una edat d'entre 20.000 i 40.000 anys cosa que correspon al període del Plistocè.

### Regeneració
L'any 2012, un equip de científics de l'Acadèmia Russa de Ciències va cultivar els teixits d'espècimens que es van congelar fa 31,800±300 anys d'aquestes plantes (és a dir, les va regenerar). Aquest assoliment, però, no ha estat verificat de forma independent. Si això queda provat seria el material viu més antic que s'ha fet reviure superant el rècord actual de la regeneració de les llavors d'una palmera datilera de 2000 anys. L'equip rus, dirigit per David Gilichensky, va fer servir material trobat en un antic cau d'hibernació d'uns esquirols de terra del gènere Urocitellus situat a Duvanny Yar, prop de la riba del riu Kolimà. Com que aquests esquirols de terra van posar les restes de les plantes al nivell del permagel es van congelar ràpidament i el gel on van quedar no es va fondre des d'aleshores.
Inicialment els científics intentaren fer germinar les llavors trobades dins del fruits però no ho van aconseguir, en canvi sí que van aconseguir regenerar la planta a partir dels mateixos fruits (del seu teixit placentari). L'equip científic aconseguí regenerar 36 espècimens els quals tenen el mateix aspecte que les plantes actuals d'aquesta espècie fins al moment en el qual floreixen on s'aprecia que els pètals són més llargs i més àmpliament espaiat que en les plantes actuals de la mateixa espècie.
Els científics russos especulen que els teixits cel·lulars d'aquestes plantes antigues eren rics en sacarosa la qual hauria actuat de conservant. També van notar que el dany en l'ADN causat per la radiació gamma en el lloc on es van trobar les restes era molt baix considerant els 30.000 anys de les mostres. Es considera que les tècniques usades per a aquesta regeneració de Silene stenophylla podrien usar-se algun dia per ressuscitar espècies extintes.